# Olivier Janiak
Olivier Janiak, właśc. Piotr Michał Janiak (ur. 17 maja 1974 w Krotoszynie) – polski dziennikarz, prezenter telewizyjny, konferansjer i przedsiębiorca, wcześniej model.

## Życiorys
Ukończył I Liceum Ogólnokształcące im. Hugona Kołłątaja w Krotoszynie, a w 1998 ukończył studia na Wydziale Prawa i Administracji Uniwersytetu Wrocławskiego. W okresie studiów pracował w jednym z wrocławskich pubów, gdzie przyjął imię Olivier, by wyróżnić się od innych barmanów o imieniu Piotr. Przez kilka lat dorabiał jako model. Liczne sesje modowe z jego udziałem były publikowane w popularnych tytułach prasowych: „Playboy”, „CKM”, „Logo”, „Twój Styl”, „Pani”.

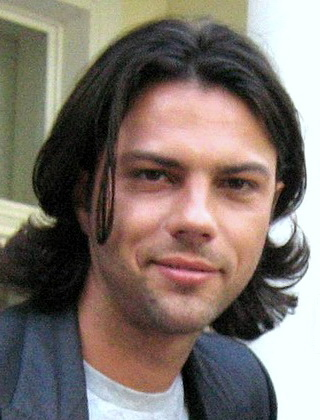
Janiak (2007)

W latach 90. rozpoczął pracę w biurze reklamy TVN, gdzie zajmował się kampaniami reklamowymi, negocjacjami, pozyskiwaniem funduszy na nowe programy. Od 2001 prowadzi magazyn kulturalny Co za tydzień. Prowadzi także autorski cykl wakacyjny Projekt plaża (od 2007), za który otrzymał nagrodę Polskiej Organizacji Turystycznej za najlepszą formę promocji Polski. Wcześniej prowadził programy: Big Star Party, Kierunek Sopot (2005), AD-HD (2012), Fabuluuz (2016) czy Przerywnik Kulturalny (2016) i Power Couple (2021) oraz współprowadził też programy: Co za noc (2003–2004) i Dzień dobry TVN (2005–2006). Poprowadził jako konferansjer wydarzenia kulturalne współorganizowane przez TVN, m.in. gale finałowe konkursu Miss Polonia w 2001 i 2003 oraz liczne koncerty w ramach Sopot Festival czy koncerty sylwestrowe.  
W parze z Kamilą Kajak zwyciężył w finale pierwszej edycji programu rozrywkowego TVN Taniec z gwiazdami (2005) i wystąpił w okolicznościowym odcinku z udziałem finalistów pierwszych trzech edycji programu (2006).
Od 2006 był producentem charytatywnego Kalendarza Dżentelmeni, dochód z jego sprzedaży przeznaczany był początkowo na zakup butów dzieciom z ubogich rodzin Powstało 12 edycji Kalendarza, które przyniosły ponad 10 milionów złotych pomocy dedykowanej różnym fundacjom: Rak & Roll, Fundacji TVN i wielu innym.
W latach 2008–2013 był redaktorem naczelnym magazynu „Malemen”, następnie został redaktorem naczelnym „Elle Man” (2018–2022) i polskiego wydania magazynu „GQ” (od 2025).

## Życie prywatne
20 września 2003 poślubił modelkę Karolinę Malinowską, z którą ma trzech synów: Fryderyka (ur. 2009), Christiana (ur. 2011) i Juliana (ur. 2013).

## Filmografia
- 2006: Niania jako gwiazdor Olivier
- 2008: Teraz albo nigdy! jako on sam
- 2008: Kochaj i tańcz jako konferansjer na „European Dance Show”
- 2009: BrzydUla jako dziennikarz przeprowadzający wywiad z Pschemko